# Рейк'янесскагі
Рейк'янесскагі (ісл. Reykjanesskagi; півострів інколи називають Рейк'янес (ісл. Reykjanes)) — півострів у південно-західній частині Ісландії у формі чобота. Півострів був названий на честь мису Рейк'янес.

## Географія
На півострові Рейк'янесскагі, що розташований поблизу столиці Ісландії і вельми щільно заселений, розташовані міста Кеплавік (з міжнародним аеропортом), Гріндавік, Ньярдвік та Гапнір.
Для півострова характерна активна вулканічна діяльність, оскільки через нього і далі через усю Ісландію проходить лінія Серединно-Атлантичного хребта. Відповідно частина хребта, що розташовується на північному заході від Ісландії, в Атлантичному океані, має назву «хребет Рейк'янес».
Вулканічна історія півострова Рейк'янес відносно відома. Вулканічна активність тут, на півострові, спостерігається стабільно протягом останніх кількох сотень тисяч років. На півострові Рейк'янес виверження траплялися приблизно кожні 1000 років. Кожен період тривав близько 200—350 років. Останній епізод розпочався близько 950 року і тривав до кінця XIII століття.[джерело?]